# دانشگاه آزاد سوخوتای تامترات
دانشگاه آزاد سوخوتای تامترات (به لاتین: Sukhothai Thammathirat Open University) یک دانشگاه در تایلند است که در Bang Phut واقع شده‌است.